# Muelle de las Mulas

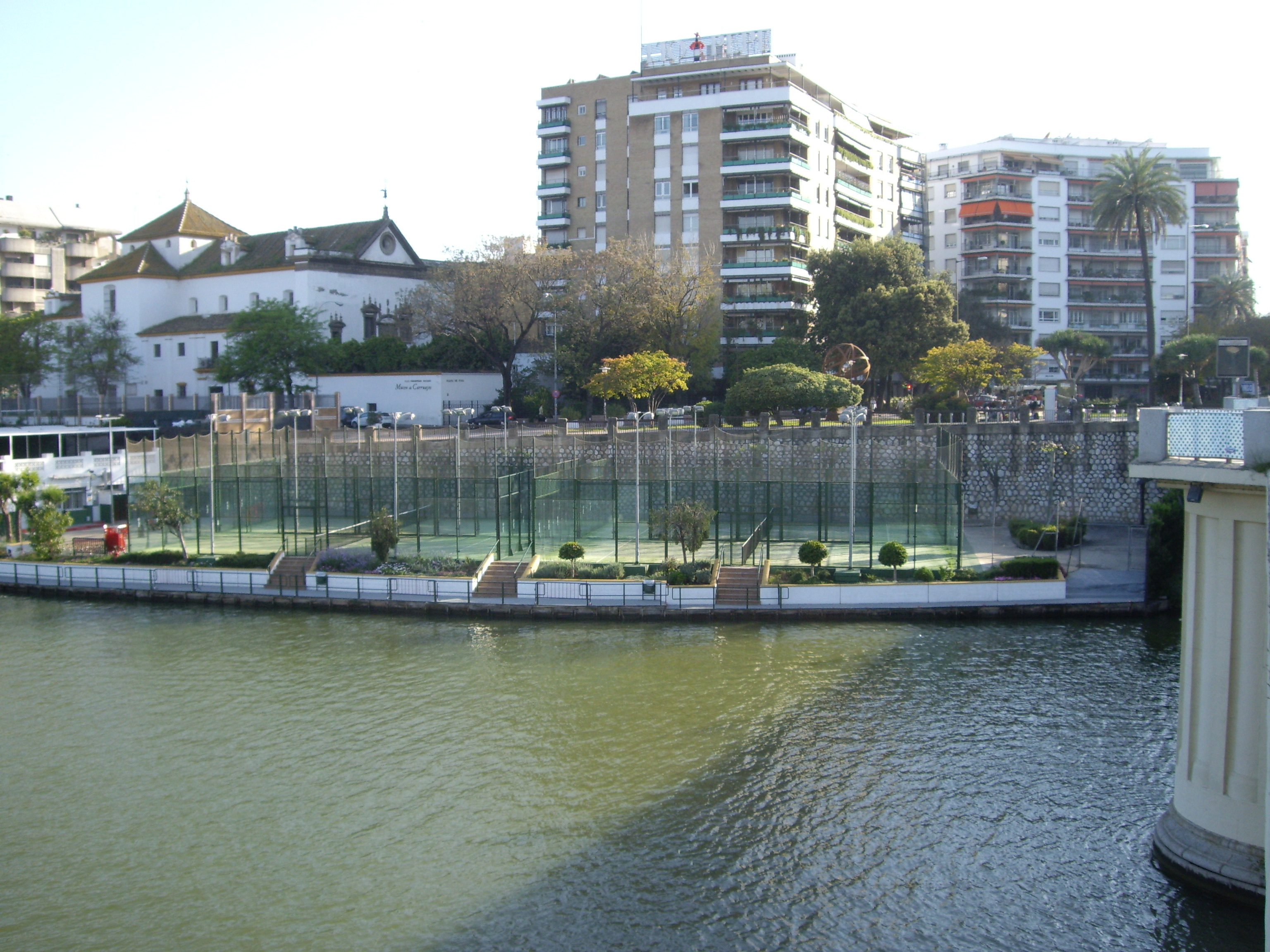
Zona aproximada donde se encontraba el muelle de las Mulas en la actualidad.

El muelle de las Mulas, también referido como muelle de las Muelas, se encontraba en la orilla oeste del Guadalquivir, en Sevilla. En la actualidad, es parte del barrio de Triana.

## Historia
En esta orilla se reparaban embarcaciones y se construían pequeñas barcas para uso fluvial.
De aquí partió la expedición de Magallanes y Juan Sebastián Elcano el 10 de agosto de 1519, que finalizó con la Primera Vuelta al Mundo en 1522.

Cerca de aquí se construyó en 1573 el convento de Nuestra Señora de los Remedios, de la Orden de los Carmelitas Descalzos. Este convento fue exclaustrado en la desamortización de 1835. El 12 de octubre de 1919 se colocó en el muro de este convento una lápida de mármol que conmemoraba la Primera Vuelta al Mundo.
A partir de 1928 este convento albergó la sede del Instituto Hispano-Cubano de Historia de América. Entre 1999 y 2020 albergó el Museo de Carruajes.
La zona ha sufrido varias transformaciones desde el siglo XVI. En agosto de 1931 se inauguró en esta zona el puente de San Telmo. En 1962 el Círculo de Labradores construyó en esta zona unas instalaciones deportivas.
En 1992 el Rotary Club colocó en la cercana plaza de Cuba un monolito con una placa para conmemorar una expedición marítima llamada Elcano 90.
En la plaza de Cuba, al norte de la calle Juan Sebastián Elcano, el Ayuntamiento de Sevilla colocó en 2010 una esfera de hierro para conmemorar la expedición, promovida por la Iniciativa Ciudadana Sevilla 2019-2022  Archivado el 23 de octubre de 2021 en Wayback Machine.. Tiene 3,5 metros de diámetro y está inspirada en la portada de la obra Suma Geographia de Fernández de Enciso.
El restaurante Río Grande (el significado de la palabra "Guadalquivir") cuenta en su terraza con un pequeño recorrido temático acerca de los ríos llamados Río Grande en España e Hispanoamérica y acerca del viaje de Magallanes y Elcano. En 2012 fue instalado uno de los 6 pantalanes de la dársena y se bautizó como muelle de las Mulas.
En el área del restaurante Río Grande existió en el siglo XIX el muelle o embarcadero de las Cigarreras, de donde partían barcas empleadas por las trabajadoras de Triana para llegar a la Real Fábrica de Tabacos, que se encontraba en la otra orilla, en el centro de la ciudad.

## Galería

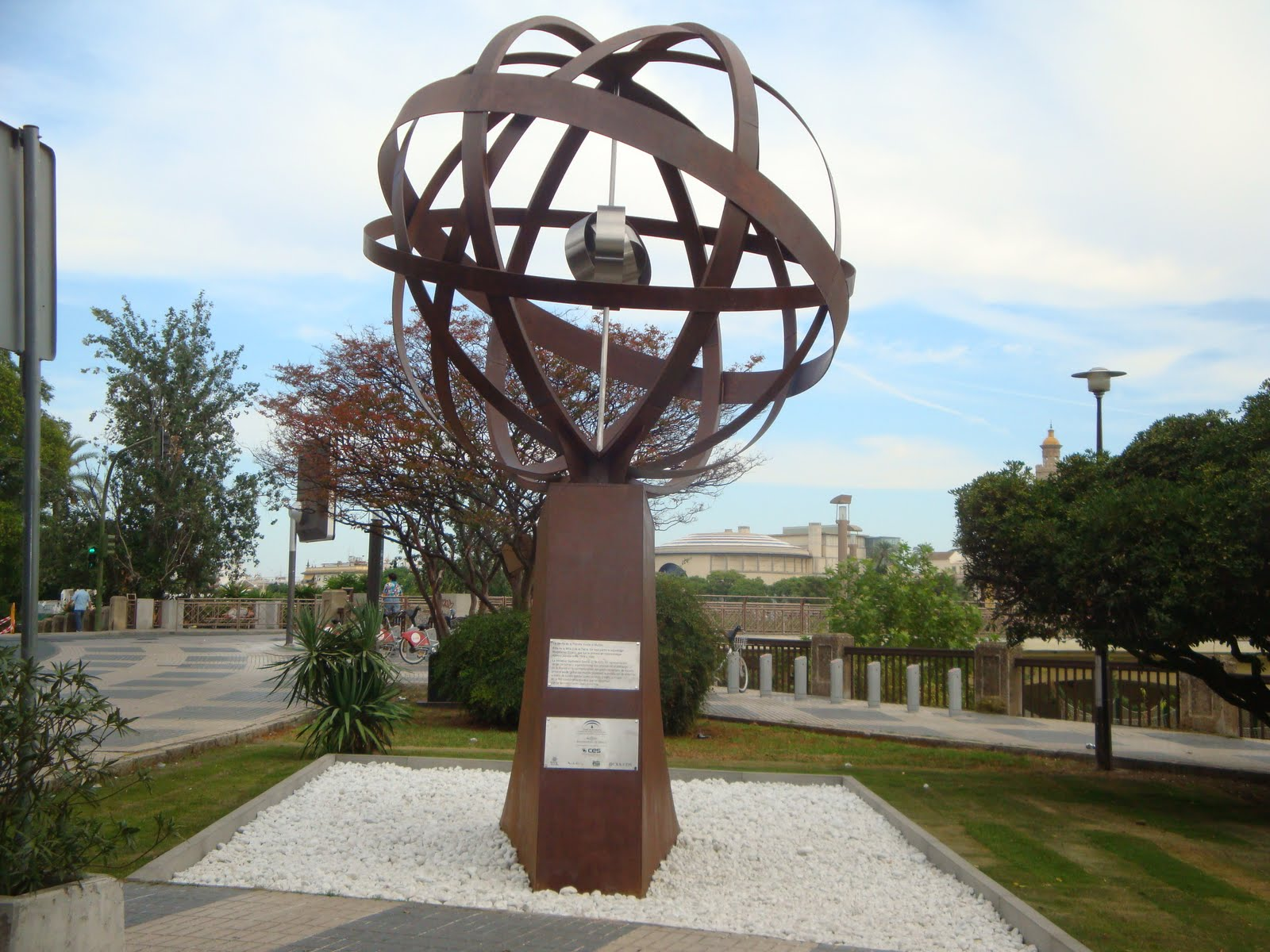
Monumento Milla Cero
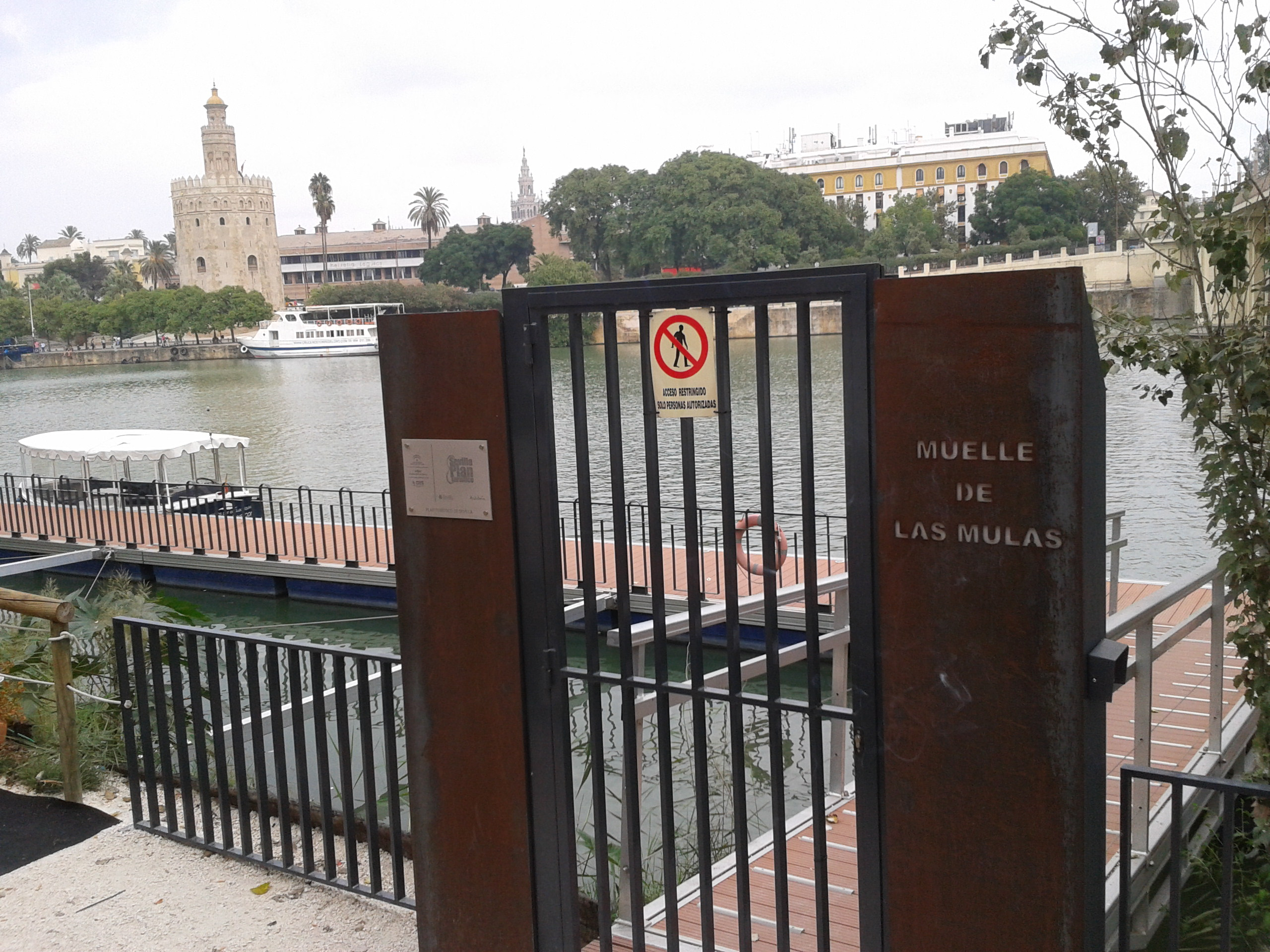
El embarcadero o pantanal construido en 2012, bautizado como muelle de las Mulas.
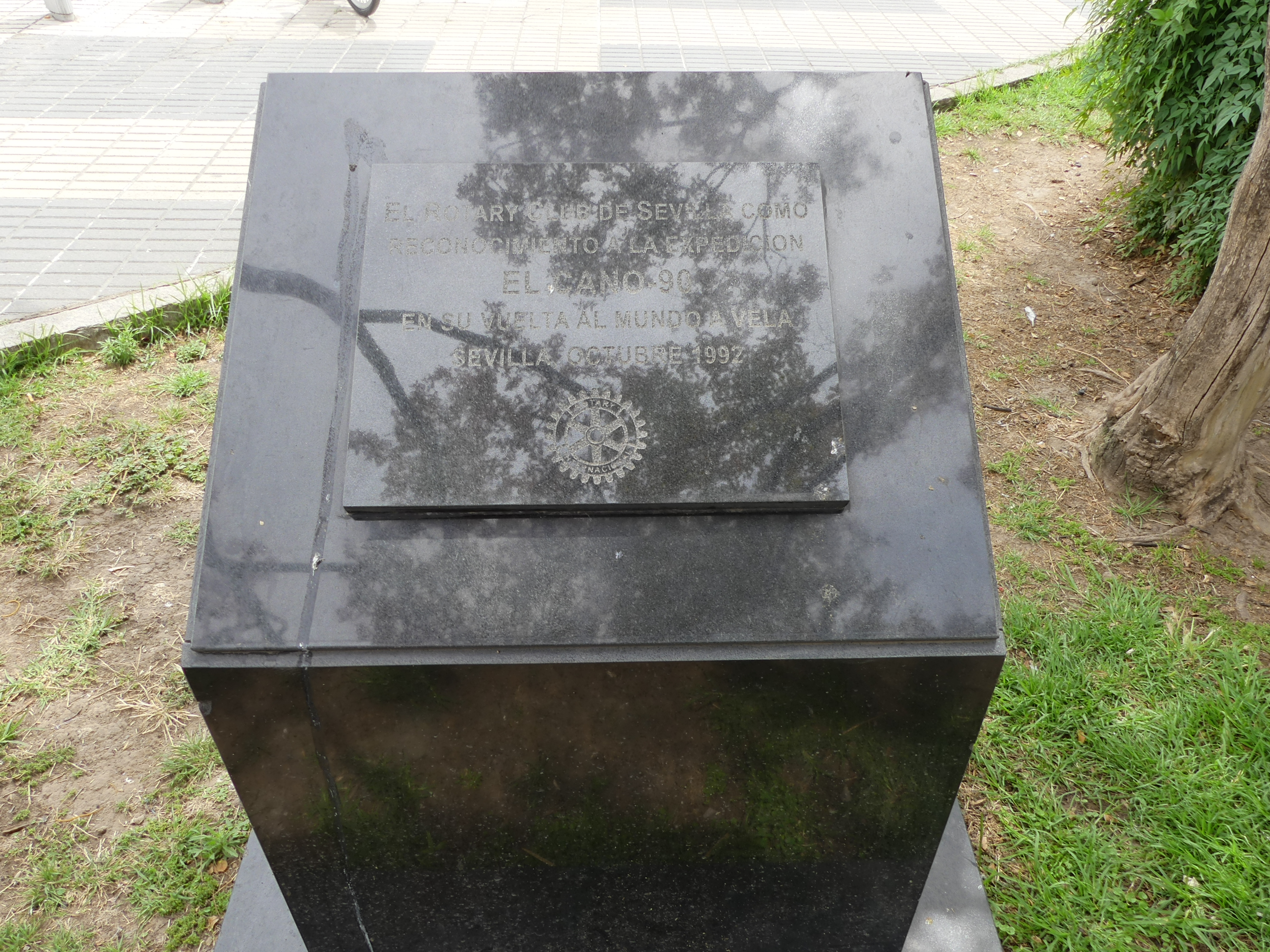
Monumento a la Expedición Elcano 90 colocado por el Rotary Club
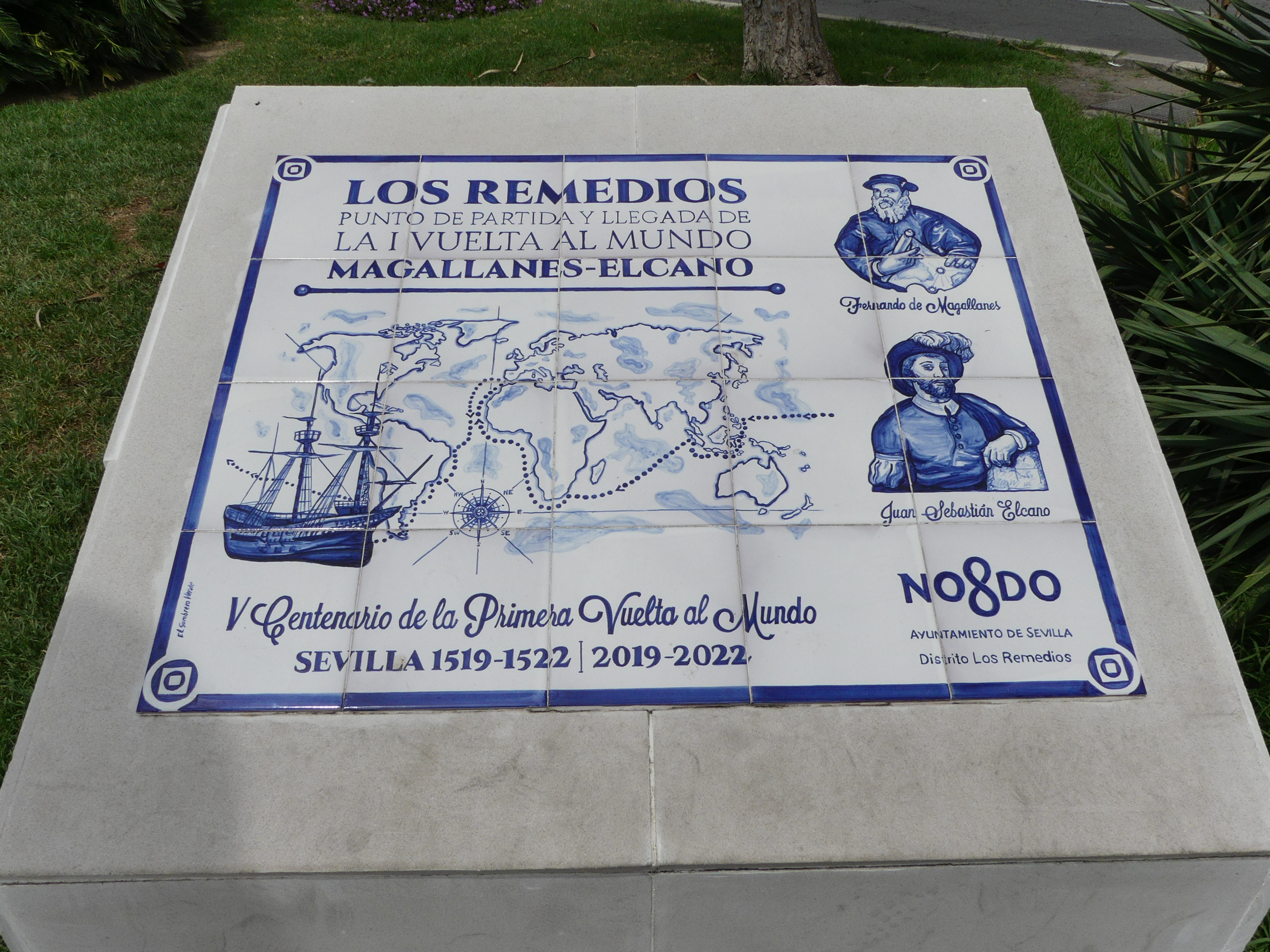
Azulejo dedicado a la Expedición de Magallanes-Elcano colocado por el Distrito de los Remedios
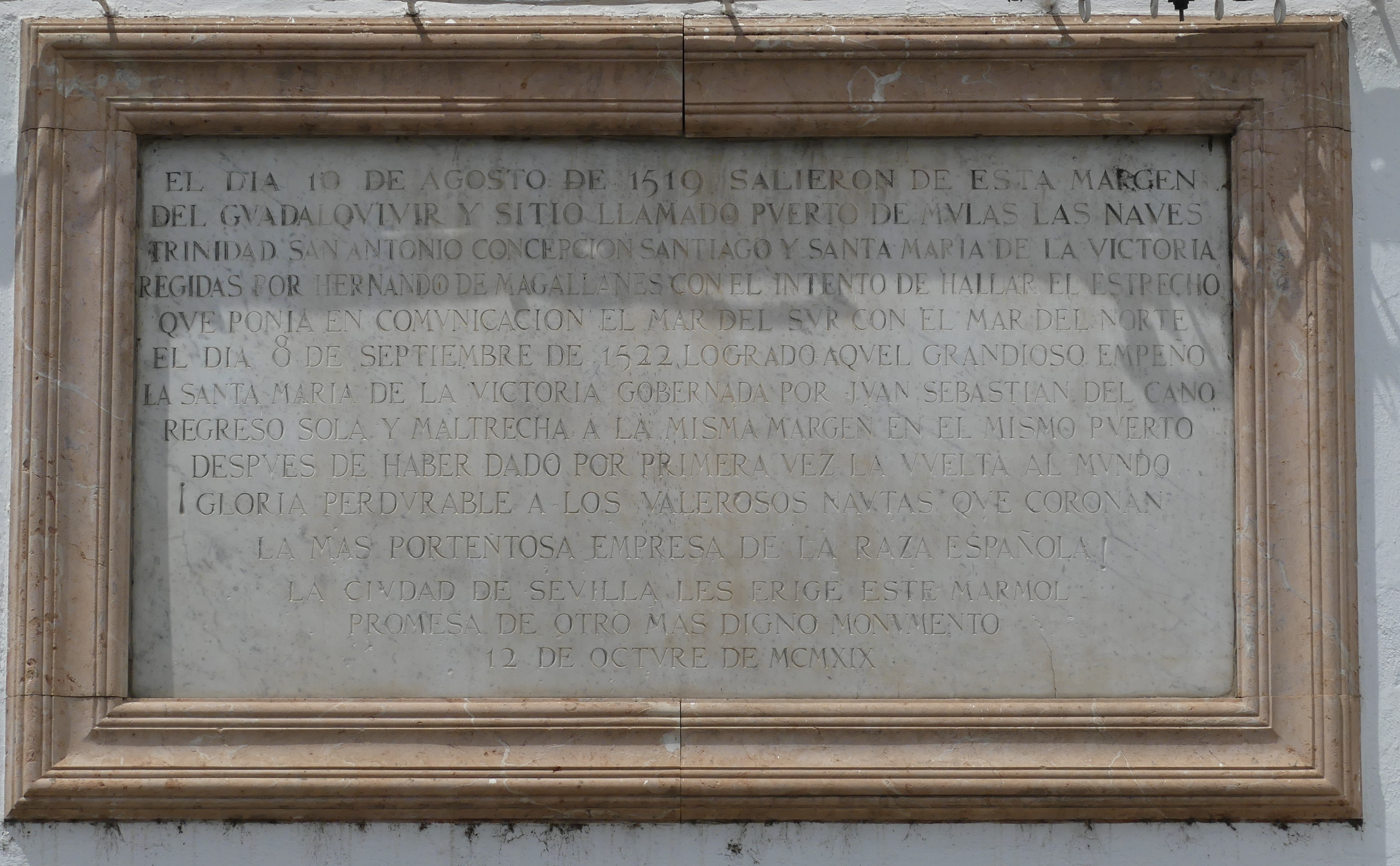
Lápida de 1919 dedicada a Primera Vuelta al Mundo